# پیرترین I
پیرترین I (به انگلیسی: Pyrethrin I) با فرمول شیمیایی C۲۱H۲۸O۳ یک ترکیب شیمیایی با شناسه پاب‌کم ۵۲۸۱۰۴۵ است. که جرم مولی آن ۳۲۸٫۴۴۵۲۲ g/mol می‌باشد.